# Châteaudun
Châteaudun (wymowaⓘ) – miejscowość i gmina we Francji, w Regionie Centralnym, w departamencie Eure-et-Loir. Nazwa miejscowości pochodzi od wcześniejszego Castellodunum, które stanowi powtórzenie wyrazu oznaczającego "zamek" w dwóch językach: castellum (po łacinie) i dunum (celt.). 
Według danych na rok 1990 gminę zamieszkiwało 14 511 osób, a gęstość zaludnienia wynosiła 510 osób/km² (wśród 1842 gmin Regionu Centralnego Châteaudun plasuje się na 22. miejscu pod względem liczby ludności, natomiast pod względem powierzchni na miejscu 379.).

## Miasta partnerskie
- Schweinfurt, Niemcy
- Cap-de-la-Madeleine, Kanada
- Arklow, Irlandia
- Marchena, Hiszpania
- Kromieryż, Czechy
- Stranraer, Szkocja